# Distretto di Akyaka
Il distretto di Akyaka (in turco Akyaka ilçesi) è uno dei distretti della provincia di Kars, in Turchia.